# Rodoaldo del Friuli
Rodoaldo (o Rodoald) (... – post 695) è stato un duca longobardo, duca del Friuli dal 671 al 695 circa.
Successore di Landari, durante il regno di Cuniperto, intorno al 695, subì l'usurpazione da parte di Ansfrido, che agì senza il consenso del re il quale, tuttavia, parve in un primo momento tollerare l'avvicendamento di Cividale. Rodoaldo fuggì in Istria, raggiunse via mare Ravenna e, da lì, si recò a Pavia presso la corte di Cuniperto. Dopo la definitiva deposizione di Ansfrido, che si era ribellato anche al re, Cuniperto affidò il ducato al fratello di Rodoaldo, Adone. Non si sa quale fu il motivo che portò il re a non insediare nuovamente Rodoaldo; probabilmente lo fece per controllare maggiormente l'irrequieto ducato di confine.
Secondo la tradizione, a lui si deve la costruzione di uno xenodochio presso la Chiesa di San Giovanni in Cividale.